# Louis Natale
Louis Natale est un compositeur américain, né le 5 janvier 1950 à Rochester, New York (États-Unis) et mort le 31 mars 2019 à Toronto.

## Filmographie
- 1982 : Boys and Girls
- 1984 : A Good Tree
- 1984 : All the Years
- 1985 : Ray Bradbury présente (The Ray Bradbury Theater) (série télévisée)
- 1985 : La Cinquième Dimension (The Twilight Zone) (série télévisée)
- 1987 : A Child's Christmas in Wales (TV)
- 1988 : Cowboys Don't Cry
- 1989 : The Long Road Home
- 1990 : Last Train Home (TV)
- 1990 : Christmas In America (TV)
- 1990 : Une maison de fous (Maniac Mansion) (série télévisée)
- 1990 : Clarence (TV)
- 1991 : Deadly Betrayal: The Bruce Curtis Story (TV)
- 1991 : The Girl from Mars (TV)
- 1992 : Partners 'n Love (TV)
- 1993 : Adrift (TV)
- 1994 : Madonna: The Early Years (TV)
- 1994 : L'Enfer blanc (Snowbound: The Jim and Jennifer Stolpa Story) (TV)
- 1994 : TekWar: TekLords (TV)
- 1994 : Model by Day (TV)
- 1994 : TekWar: TekJustice (TV)
- 1994 : Sodbusters (TV)
- 1995 : L'Amour en cage (The Man in the Attic) (TV)
- 1995 : Harrison Bergeron (TV)
- 1996 : Un rêve trop loin (To Brave Alaska) (TV)
- 1996 : Psi Factor, chroniques du paranormal (PSI Factor: Chronicles of the Paranormal) (série télévisée)
- 1997 : Trafic à haut risque (Lethal Tender)
- 2001 : Blue Murder (série télévisée)
- 2003 : Playmakers (série télévisée)
- 2004 : Hustle (TV)
- 2005 : Tilt (série télévisée)
- 2012 : Les Chevaux de l'espoir (The Horses of McBride) (TV)